# James Bregman
James „Jim“ Steven Bregman (* 17. November 1941 in Washington, D.C.) ist ein ehemaliger amerikanischer Judoka. 
Bregman begann im Alter von zwölf Jahren mit dem Judosport. Nach der High School besuchte er die Sophia-Universität in Tokio und befasste sich dort intensiver mit seiner Sportart, als es in den Vereinigten Staaten möglich gewesen wäre. Nach seiner Rückkehr siegte er im Mai 1964 bei den US-Meisterschaften im Mittelgewicht. 
Bei den Olympischen Spielen 1964 in Tokio gewann er seine Vorrundengruppe vor dem Mexikaner Gabriel Goldschmied und dem Australier Peter Paige und das Viertelfinale gegen den Argentinier Rodolfo Pérez. Im Halbfinale unterlag er dem Deutschen Wolfgang Hofmann und erhielt die Bronzemedaille.
1965 gewann der 1,70 m große Bregman die Panamerikanischen Meisterschaften. Bei den Judo-Weltmeisterschaften 1965 erkämpfte er eine Bronzemedaille.